# Stuart Ash
Pour les articles homonymes, voir Ash.
Stuart Ash est un designer canadien né en 1942 à Hamilton (Ontario), ayant acquis une notoriété internationale à la fin des années soixante. Il est reconnu pour la conception d’identités visuelles stratégiques au sein de l'agence Gottschalk + Ash qu'il a fondée en partenariat avec Fritz Gottschalk à Montréal. D’ailleurs, il est considéré comme l'un des pionniers du style graphique international au Canada.

## Biographie

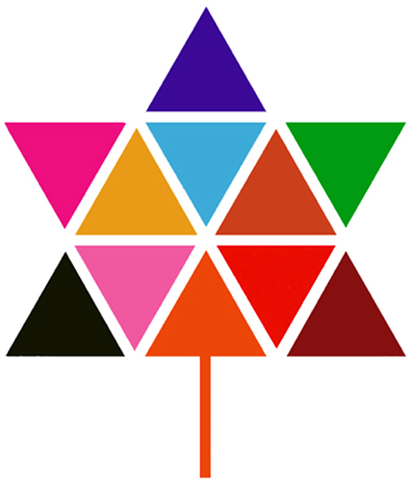
Logo du centenaire du Canada

Logo de la Commission du système métrique, utilisé sur de nombreux produits métriques au Canada dans les années 1970 et 1980

Stuart Ash est un designer graphique canadien né en 1942 à Hamilton, en Ontario. Il entreprend des études en design graphique à la Western Technical Commercial School entre 1957 et 1962. Il terminera ses études au l'Université de l'École d'art et de design de l'Ontario en 1964. À sa sortie de l’école, il travaille entre autres chez Cooper & Beatty ainsi que chez Paul Arthur & Associates. Durant les années soixante, ces agences de publicité étaient parmi les plus populaires au Canada. Elles étaient principalement reconnues pour leurs créations typographiques et leurs campagnes publicitaires à grand déploiement. Alors qu'il travaille chez Cooper & Beatty, il rencontre Anthony Mann, directeur artistique et typographe, avec qui il travaillera conjointement au design du logo du centenaire du Canada.
C'est en travaillant sur le logo du centenaire qu'il fera la connaissance de Fritz Gottschalk, un designer d'origine suisse, avec qui il conçut l’identité visuelle du Musée des beaux-arts de Montréal en 1965. En 1966, Ash et Gottschalk s’associeront pour créer l’agence Gottschalk+Ash. Cette nouvelle agence saura rapidement se bâtir une réputation à l’international. Il demeurera à la tête de cette agence qui encore aujourd’hui, reste l’une des plus prolifiques en Amérique du Nord, puis prendra sa retraite en 2007. Il sera présent, en 2012, lors de la signature du contrat réunissant G+A avec Entro, une firme de communication environnementale.
Le travail personnel de Stuart Ash a aussi fait l’objet d’expositions; entre autres au Musée des beaux-arts de Montréal, le Musée des beaux-arts du Canada et le Mead Library of Ideas à New York.
Aujourd’hui à la retraite, Stuart Ash demeure impliqué dans la communauté de designers.

## Gottschalk + Ash
En 1966, à Montréal, Stuart Ash s’associe avec le designer d’origine suisse Fritz Gottschalk pour fonder Gottschalk+Ash International. La philosophie de l’agence de design vise à offrir aux compagnies d’envergure mondiale, des solutions adaptées à la vision du public. Le duo créatif compte sur une relation saine de compétition interne où chacune des parties est complémentaire à l’autre.
L’univers graphique de Gottschalk+Ash emprunte l’absence d’ornementation. La compagnie considère que les ornementations ne sont pas nécessaires. Cependant, que le message ou l’information doit bien être compris efficacement par le public. C’est d’ailleurs la raison pour laquelle G+A avait en grande partie une clientèle corporative. Elle propose un design international simple, droit et géométrique. Leurs réalisations font preuve d’un jeu dans l’espace et dans la composition. De plus, l’Helvetica est la typographie vedette de leurs œuvres. Le style international d’influence suisse et canadienne fait de leurs œuvres graphiques quelques choses d’unique.
L’entreprise devient vite un incontournable sur la scène internationale. La croissance de la compagnie profite notamment de la visibilité qu’apporte l’Expo 67 à la ville de Montréal dans les milieux du design. D’autre part, leur vision globale du design va au-delà de l’aspect graphique; ils proposent une approche diversifiée en intégrant à leurs solutions des notions stratégiques de marketing et de recherche. Une part de leur succès est aussi attribuable à leur ouverture sur le design à l’échelle mondiale, en s’associant aux meilleures écoles de design en Amérique et en Europe, mais aussi en s’associant sporadiquement avec des designers de divers horizons. Ces associations permettaient aux employés de G+A de voir et appréhender plusieurs styles graphiques influencés par les diverses cheminements et expériences professionnelles de chaque designer invité. Ces échanges ne sont pas étrangers au style suisse adopté par G+A qui détonnait à l'échelle canadienne et qui rivalisait avec les grandes agences internationales comme Pentagram à Londres, Total Design aux Pays-Bas ou Unimark à Chicago.
Au fil des années, G+A ouvrira plusieurs bureaux en Amérique et en Europe. En 1972, ils s’établissent à Toronto, puis à New York en 1978. Gottschalk ira ensuite en Suisse pour établir un bureau à Zurich en 1979, tandis que l’agence de Calgary sera inaugurée en 1997. Aujourd’hui, G+A détient toujours des bureaux à Toronto ainsi qu’à Zurich. Stuart Ash a pris sa retraite en 2007 et vendu les bureaux de Calgary et Toronto à DW+Partners, un partenariat d’entreprises qui s’implique activement pour le développement du design au Canada.
En 2012, Stuart Ash participe à la signature de l’entente entre G+A et Entro ; une firme de communication environnementale qui occupe des bureaux sur chaque continent. Ils sont reconnus pour s’associer fréquemment avec des architectes de renom afin de concevoir des stratégies de communication durable et adaptés aux tendances contemporaines du design d’environnement.

## Distinctions
1. À la suite de la parution de l’identité visuelle pour l’expo 67, en plus du 100e anniversaire du Canada, Stuart Ash s’est vu attribuer en 1968 le Canadian Centennial Medal, une médaille remise à tous les professionnels canadiens qui ont contribué, au développement culturel, économique et publicitaire du pays en cette année historique[5].
2. Il a d’ailleurs été, en cette même année 1968, l’hôte du congrès annuel de l’Alliance Graphique Internationale (AGI) qui se tenait à Montréal[1].
3. Stuart Ash a aussi été intronisé au Royal Canadian Academy of Arts en 1998 pour l’influence de son travail à travers le Canada[4].
4. En 2008, il recevait le Lifetime Achievement Award, de la part de la SGDC (Society of Graphic Designers of Canada) aussi connue sous le nom du Fellowship Award; remis aux designers graphiques canadiens ayant largement contribué à l’essor de la discipline ou ayant influencé et faire évoluer le domaine au Canada[5].
5. En 2011, il était honoré par le CDA (Communication Designers Association) pour son parcours professionnel ainsi que pour l’héritage laissé par Gottschalk+Ash[5].

## Travaux
1. Identité visuelle + papeterie du Canadian Centiennial Symbol - 1966[2]
2. Ensemble d’identité visuelle de Flatbush, Liberté 55, Ciba Speciality, Ontario Lottery Games, Labbat, Banque Royale Canadienne, Path, Skydome[8]
3. The Quick, the Slick and the Familiar - 1995[9]
4. Identité visuelle de Gottschalk+Ash - 1966[4]
5. fhk henrion AGI Annals 1950 - 1980 - 1989[1]
6. Mark for Champlain Container and Box Co. Ltd. 1967-1968
7. Cover of a booklet on a Roche tranquillizer for use in depressive states. Black and Blue 1967-1968
8. Umchlag und ganze Seite eines Falprospektes, mit dem sich eine Firma als Agentin für Künstler empfiehlt. Grün und Blau auf Shwarz. (1970-1971)
9. Cover (blue and red) and spread from an annual report of the Canada Council. (1970-1971)
10. Umchlag und Seite einer Sbell-Broschüre über einen Kunststoff. Schwarz und Rot. (1973-1974)